# Dans la tête du tueur (téléfilm)
Pour les articles homonymes, voir Dans la tête du tueur.
 (mai 2020).
Si vous disposez d'ouvrages ou d'articles de référence ou si vous connaissez des sites web de qualité traitant du thème abordé ici, merci de compléter l'article en donnant les références utiles à sa vérifiabilité et en les liant à la section « Notes et références ».
Pour plus de détails, voir Fiche technique et Distribution.
Dans la tête du tueur est un téléfilm français réalisé par Claude-Michel Rome en 2004 d'après le livre de Jean-François Abgrall. Ce dernier, alors gendarme, enquête sur un meurtre commis à Brest en 1989. Une enquête qui va le mettre sur la piste du tueur en série Francis Heaulme.

## Synopsis
En mai 1989, une infirmière est retrouvée morte sur une plage près de Brest, poignardée de plusieurs coups de couteau.
Jean-François Abgrall, gendarme à la section de recherche de Rennes, est chargé d'élucider ce crime. Son enquête le mène à Francis Heaulme, un marginal qui a été vu entre la plage et le centre Emmaüs tout proche. En l'auditionnant à plusieurs reprises, Abgrall recoupe ses informations. Peu à peu, il a la conviction que ce crime sur lequel il enquête n'est pas le premier. Il décortique alors le parcours du tueur en série Francis Heaulme qui, pendant huit ans, entre deux séjours psychiatriques, a parsemé son errance de meurtres sanglants. Une cellule spécifique est temporairement créée afin de retracer le parcours de Francis Heaulme et de le croiser avec des meurtres non résolus.
Malgré l'efficacité de cette démarche qui permettra l'élucidation de plusieurs affaires criminelles, Jean-François Abgrall se trouve confronté à sa hiérarchie et à un système judiciaire à l'époque peu adapté à enquêter sur des meurtres en série.

## Fiche technique
- Réalisateur : Claude-Michel Rome
- Scénario : Didier Decoin, Claude-Michel Rome, Jean-François Abgrall (livre)
- Société de production : GMT Productions, TF1
- Durée : 120 min
- Couleur
- Date de diffusion : TF1 le 10 mars 2005  France ; RTL-TVi 14 novembre 2004  Belgique
- Pays :  France
- Public : interdit -12 ans

## Distribution
- Bernard Giraudeau : Jean-François Abgrall
- Thierry Frémont : Francis Heaulme
- Valérie Leboutte : Emmanuelle Forrest
- Pierre Laplace : Yann Bernard
- Bertrand Farge : le commandant Dovaumont
- Stéphane Debac : Jérémie Nordais
- Virginie Ledieu : Amandine
- Pierre-Marie Escourrou : Le Floc'h
- Jean-Philippe Puymartin : le major Rouvier
- Pierre Boulanger : Kévin
- Guy Lecluyse : Philippe Duval
- Stéphane Höhn : le juge Kervalec
- Stefan Elbaum : le médecin légiste

## Distinctions

### Récompenses
- Festival de la fiction TV de Saint-Tropez 2005[1] :
  - Prix de la fiction 2004-2005 - catégorie téléfilm (décerné par Télé Monte Carlo et Télé 2 Semaines)
- Festival du film de télévision de Luchon 2005 :
  - Meilleure fiction de l'année
  - Premier prix d'interprétation masculine ex-aequo pour Bernard Giraudeau et Thierry Frémont.
- International Emmy Awards 2005 :
  - Best performance by an actor pour Thierry Frémont